# Astrachaner Tümmler
Astrachaner Tümmler sind russische Tümmlertauben, die den Urjupinsker Tümmlern stark ähneln. Anders als die Urjupinsker besitzen die Astrachaner Tümmler aber einen weißen Hals- oder Kehlfleck und unterscheiden sich von ihnen durch deren angezogene Schwanzhaltung. Wie beim Urjupinsker Tümmler ist nur die blaugeelsterte Spielart bekannt.
Astrachaner Tümmler sind ausgezeichnete Flugtauben mit einer Flugleistung von drei bis sechs Stunden. Sie stammen aus Astrachan und Jaroslawl und kommen auch in zentralrussischen Städten vor.
Die Tauben habe eine Körperlänge von bis zu 38 Zentimetern und tragen eine mittellangen Schnabel. Ihre langen breiten Schwänze bestehen aus 14 bis 20 Steuerfedern.

## Weiterführende Literatur und Nachweise
1. ↑  
Joachim Schütte, Günter Stach, Josef Wolters: Handbuch der Taubenrassen. Josef Wolters, Bottrop 1994, ISBN 3-9801504-4-5, Russische Tümmler, S. 594 (Abschnitt zum Belatschten Astrachaner Tümmler).
2. ↑  
Hans-Joachim Schille: Bildschöne Taubenrassen. von Aachener Bandkröpfer bis Züricher Weißschwanz (= Spezies in Farbe. Band 2). Karin Wolters, Sebnitz 2001, ISBN 3-9806312-2-2, Astrachaner Tümmler, S. 41.